# Ara Ketu ao Vivo
Ara Ketu ao Vivo é o primeiro álbum ao vivo do grupo brasileiro de pagode baiano Ara Ketu, tendo sucessos como "Pipoca", "Tá na Cara", "Pra Levantar Poeira" e a então inédita "Mal-Acostumada", o principal hit do disco e que veio a aclamar de vez o grupo e foi uma das músicas mais executadas nos anos de 1998, 1999 até 2000. Foi lançado em 15 de agosto de 1998 pelo selo Columbia. Ganhou o disco de diamante no Brasil. O disco foi gravado nas noites de 1 e 2 julho na Área Verde do Othon Hotel em Salvador.

## Faixas
| N.º            | Título | Duração |  |
| 1.             | "Festa na Cidade" | 5:01    |  |
| 2.             | "Mal-Acostumada" | 4:23    |  |
| 3.             | "Pra Levantar a Poeira" | 3:58    |  |
| 4.             | "Fanfarra" | 4:03    |  |
| 5.             | "Ara Ketu Bom Demais" | 4:27    |  |
| 6.             | "Sina" | 4:06    |  |
| 7.             | "ô, Meu Pai" | 3:43    |  |
| 8.             | "Pipoca" | 4:24    |  |
| 9.             | "Maré de Emoção" | 4:05    |  |
| 10.            | "Avisa a Vizinha (Vixe Maria)" | 2:57    |  |
| 11.            | "Diacho de Mulher" | 2:42    |  |
| 12.            | "Pot-Pourri Romântico" - "Sempre Será" - "Tentação" - "Nossa Guerra Santa"                                                                          | 4:31    |  |
| 13.            | "Tá na Cara" | 1:45    |  |
| 14.            | "Leva Direto" | 3:27    |  |
| 15.            | "Pot-Pourri de Samba:" - "Torto Todo Mundo" - "Treme Treme" - "Torto Todo Mundo" - "Morena do Corpo de Mola" - "Samba no Tirerê" - "Pega no Bumbum" | 2:36    |  |
| 16.            | "Nossa Vida" | 3:39    |  |
| 17.            | "Pot-Pourri Afro" - "África" - "Uma História de Ifá" - "Deus do Fogo da Justiça"                                                                    | 3:47    |  |
| 18.            | "Princípio do Mundo" | 2:14    |  |
| Duração total: | Duração total: | 1:05:58 |  |

## Músicos
- Tatau: voz
- Zéu Góes: baixo
- Bentes: sax tenor e coro em todas as músicas, exceto "Sina"
- Marão: repique
- Tinho Oliveira: repique
- Lelê: repique
- Gil Resende: bateria
- Birro Pacheco: guitarras e coro em todas as músicas, exceto "Sina"
- Alexandre Cortes: teclados e repique

### Músicos convidados
- Cláudio: congas, timbau, repique, pandeiro e efeitos
- Jaciel: treme-terra e marcação
- Wilson: marcação, timbau, chocalho e repique
- Cristiano: Treme-terra
- Sergio Galvão: sax
- Zeca do Trombone: trombone
- Dum Dum: Trompete
- Meg Evans: coro em todas as músicas, exceto "Sina"
- Virgílio: coro em todas as músicas, exceto "Sina"
- Eliana: Coro em "Pipoca", "Mal-Acostumada", "Fanfarra", "Sina", "Nossa Vida (Pot-Pourri Romântico)", "Pra Levantar Poeira" e "Ô Meu Pai"
- Elianete: Coro em "Pipoca", "Mal-Acostumada", "Fanfarra", "Sina", "Nossa Vida (Pot-Pourri Romântico)", "Pra Levantar Poeira" e "Ô Meu Pai"
- Elizete: coro em "Diacho de Mulher", "Maré de Emoção",  "Leva Direito" ,"Pot-Pourri Romântico"  e "Pot-Pourri Afro"
- Eliete: coro em "Diacho de Mulher", "Maré de Emoção",  "Leva Direito" ,"Pot-Pourri Romântico"  e "Pot-Pourri Afro"
- Keka: Coro em "Pipoca", "Mal-Acostumada", "Fanfarra", "Sina", "Nossa Vida (Pot-Pourri Romântico)", "Pra Levantar Poeira" e "Ô Meu Pai", "Pot-Pourri Romântico", "Pot-Pourri Afro", "Diacho de Mulher", "Leva Direito" e "Maré de Emoção"
- Martha Vasconcelos: Coro em "Pipoca", "Mal-Acostumada", "Fanfarra", "Sina", "Nossa Vida (Pot-Pourri Romântico)", "Pra Levantar Poeira" e "Ô Meu Pai", "Pot-Pourri Romântico", "Pot-Pourri Afro", "Diacho de Mulher", "Leva Direito" e "Maré de Emoção"
- Giselle Prates: coro em "Pra Levantar Poeira" e "Ô Meu Pai"

## Ficha Técnica
- Direção artística: Miguel Plopschi
- Produção: Perto da Selva Produções
- Direção de produção: Vera Lacerda e Jorginho Sampaio
- Produção executiva: Vera Lacerda e Manolo Pousada
- Arranjos: Banda Ara Ketu
- Seleção de repertório: Manolo Pousada e Vera Lacerda
- Direção musical: Birro Pacheco e Zéu Góes
- Coordenação de produção: Dalmo Beloti
- Gravado em Salvador-BA na Área Verde do Othon em 1 e 2 de julho de 1998
- Técnicos de gravação: Luiz Carlos T. Reis
- Assistente: Neno
- Complementos gravados nos Estúdios WR, em Salvador-BA
- Técnico WR: Ramos
- Assistentes WR: Faustão
- Complementos na Companhia dos Técnicos, Rio de Janeiro-RJ
- Técnico: Mário Jorge Bruno
- Assistente: Sinistro
- Mixado e masterizado na Companhia dos Técnicos, Rio de Janeiro-RJ em julho de 1998
- Mixagem: Luiz Carlos T. Reis, Vera Lacerda, Birro Pacheco e Zéu Góes
- Masterização: Vanius Marques e Ricardo Essucy
- Contra-regras: Marcelo e Dinde
- Projeto gráfico: Ray Vianna e David Glot
- Fotografias: David Glot
- Ilustração digital (Ofá de Oxóssi): Ray Vianna
- Assistente de arte: Kandão
- Assistente de fotografia: Vivaldo Santos Filho
- Coordenação gráfica: Carla Framback
- Arte-final: L&A Studio e Imagem

## Certificações
| Brasil (ABPD)                             | Diamante | 1998 | 1.000.000* |
| *número de vendas baseado na certificação |          |      |            |